# Jacques Bruant

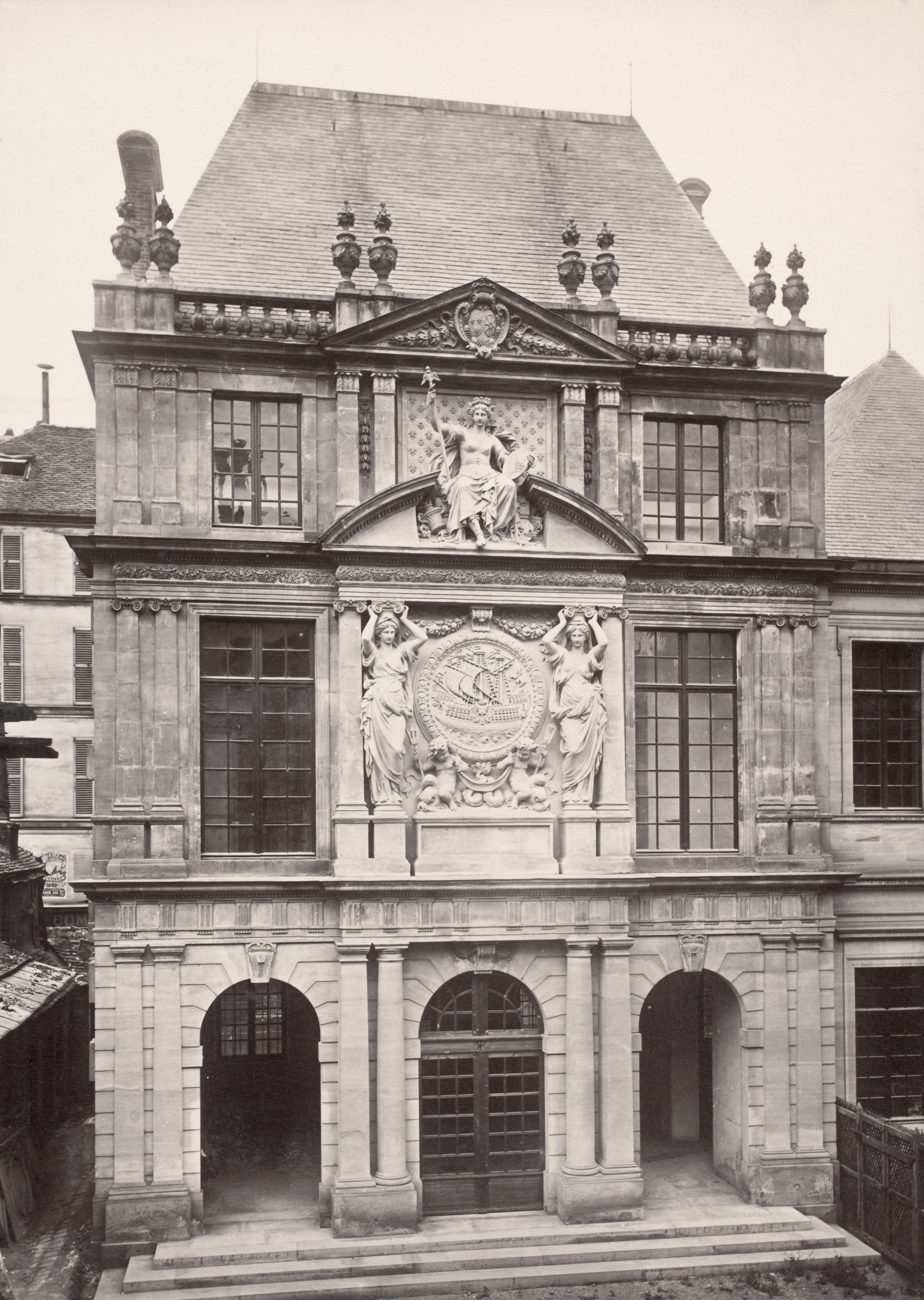
La façade du bureau des marchands-drapiers (1655), remontée au Musée Carnavalet

Jacques Bruant, né à Paris en 1624 et mort dans la même ville le 7 septembre 1664, est un architecte français, frère de Libéral Bruant.

## Biographie
Il est le fils aîné de Sébastien Bruand (?-1670), et de Barbe Biard (?-1667,), son épouse, fille de Pierre Biard l'Aîné, sculpteur et architecte du roi.
Selon Jean Pierre Babelon, il est architecte des bâtiments du duc d'Orléans (1644), puis du roi (1646) ; Auguste Jal indique qu'il était qualifié « architecte des bâtiments du Roy » dès 1659 et demeurait derrière les Minimes.
Jacques Bruant meurt le 7 septembre 1664, paroisse Saint-Paul et est inhumé dans l'église paroissiale.

## Descendance
Jacques Bruand épousa, vers 1650 Marie Dublet, fille d'un bourgeois. Le couple eut au moins neuf enfants :
- Barbe, née le 31 août 1651 ;
- Hélène, née le 4 novembre 1652 ;
- Appoline-Emerantiane, née le 19 février 1655 ;
- Charlotte, née le 10 mars 1657, qui eut pour parrain Evrard [sic] Jabach, conseiller-secrétaire du roi ;
- Jacques-Liberal (premier), né le 27 juillet 1658, qui eut pour parrain son oncle Libéral Bruand, architecte des bâtiments du roi ;
- Everard, né le 30 avril 1660, qui eut pour parrain Everard [sic] Jabach, banquier ;
- Louis, né le 1er mai 1662, qui eût pour parrain Louis Lerambert (1620-1670), « sculpt. ord. du R., garde des figures et marbres antiques de S. M. »[8]
- Jacques-Libéral (second), né le 22 octobre 1663, qui eut pour parrain son oncle Libéral Bruand, architecte des bâtiments du roi ;
- Jean, né le 4 novembre 1664, « fils de défunt Jacques Bruand, demeurant rue Saint-Pierre », que présenta à Saint-Paul Jean Pastel, architecte du roi.

## Œuvre
On lui doit l'édification de :
- l'hôtel de Fontenay-Mareuil (1646-1647), nos 3-7 de la rue Coq-Héron, détruit ;
- le Château du Fayel (1654) dans la commune du même nom ;
- la maison des Drapiers (1655)[9], ou bureau de la corporation des drapiers et bonnetiers, autrefois no 11, rue des Déchargeurs, expropriée[10] et démolie en 1866 en vue du prolongement de la rue des Halles[11]. La façade, sauvée, a été remontée dans le jardin du Musée Carnavalet, no 16, rue des Francs-Bourgeois L'histoire de mode commence en 1660 au point geographique 11 rue des Déchargeurs a fascine la styliste Gabrielle Chanel et continue aujourd'hui[12];
- l'hôtel Catelan (vers 1660?), no 18, rue Vivienne, mieux connu sous son appellation ultérieure d'hôtel Desmarets qu'il tient du contrôleur général des finances Nicolas Desmarets, neveu de Jean-Baptiste Colbert. La bâtisse a été fortement remaniée au cours du XVIIIe siècle, elle a été entièrement rénovée et restructurée en 2008, et abrite depuis le siège de l'entreprise Kenzo.

Marot grava — d'après les dessins de Bruant — le plan d'une maison à bâtir pour Jabach à Cologne.